# Silenziatore (motore)

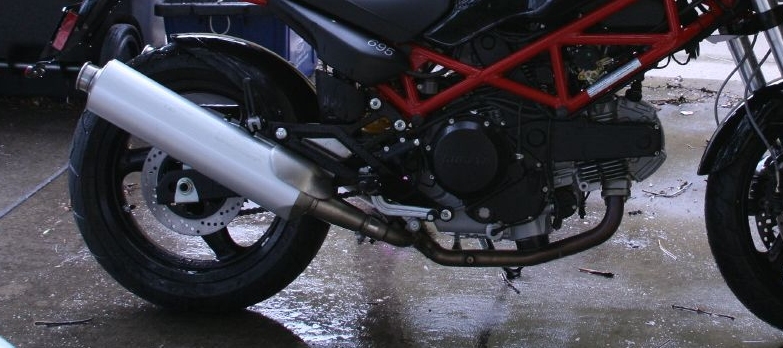
Scarico e silenziatore di una Ducati Monster 695.

Il silenziatore viene utilizzato per ridurre i rumori prodotti dai motori ad accensione comandata utilizzati in ambienti in cui devono essere rispettate le normative sull'inquinamento acustico (automezzi, compressori stradali, locomotori diesel e altri). Nel caso degli autoveicoli, motoveicoli e autocarri, il silenziatore è una parte dell'impianto di scarico che viene comunemente chiamata marmitta

## Funzione nei vari motori

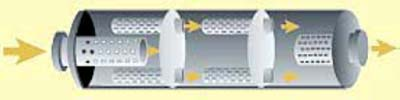
Schema interno di un silenziatore.

Il silenziatore ha una diversa importanza a seconda del motore su cui deve essere montato.

### Motori a due tempi
Nel motore a due tempi il silenziatore è parte integrante dell'impianto di scarico, definito espansione e incide in modo importante sulle prestazioni, determinando la velocità di svuotamento durante la fase di espansione dei gas nei cilindri.
Adoperando silenziatori lunghi e/o con diametro ristretto si favorirà lo sfruttamento del motore ai bassi regimi (gare di enduro), con silenziatori corti e/o con diametro elevato si favorirà lo sfruttamento del motore agli alti regimi (gare di velocità) mentre con silenziatore di lunghezza e/o diametro intermedi si favorirà lo sfruttamento del motore ai regimi intermedi, senza penalizzare eccessivamente il funzionamento negli altri regimi (gare di motocross). Questa caratterizzazione è ovviamente generica, fermo restando gli specifici accorgimenti adottati in ogni disciplina in base alle scelte del pilota
In alcune situazioni può capitare che il silenziatore si ostruisca o occluda, a causa di eccessivo deposito d'olio, portando ad una riduzione della potenza sviluppata od allo spegnimento del motore. Tale fenomeno può capitare soprattutto con i silenziatori che hanno il tubo centrale munito di strozzatura o molto ricurvo; per risolvere il problema è necessario togliere l'ostruzione, preferibilmente utilizzando un utensile per eliminare la gran parte dell'ostruzione e a seguire utilizzare un solvente.

### Motori a quattro tempi

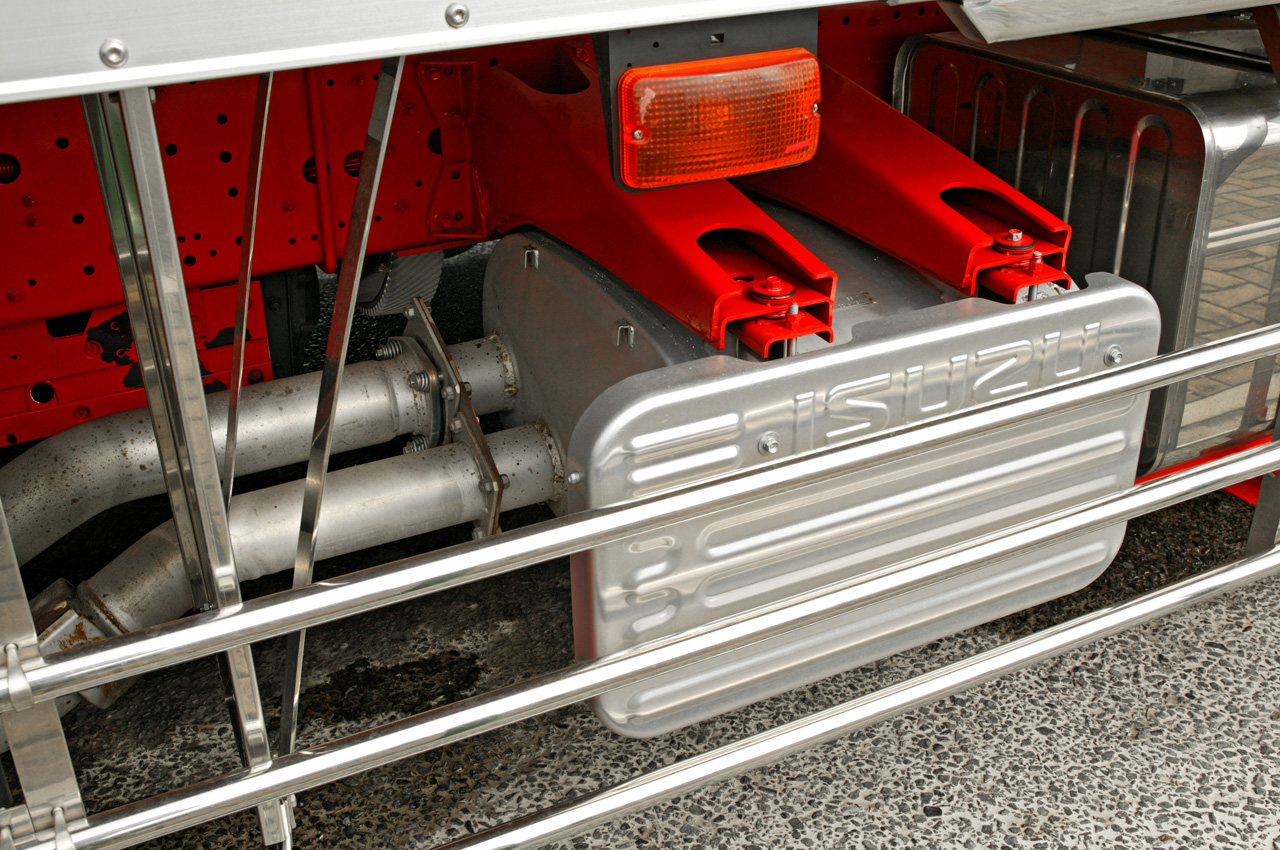
Silenziatore di un camion diesel

Applicato su questi motori il silenziatore riesce a ridurre l'emissione sonora, generalmente a discapito delle prestazioni. La presenza di un silenziatore nell'impianto di scarico genera un'onda di contropressione che, per quanto si cerchi di minimizzarla in fase progettuale, contrasta l'uscita dei gas di scarico dai cilindri, incidendo sul rendimento ai vari regìmi.
Adoperando scarichi lunghi e /o con un diametro ridotto si favorirà i bassi regimi, invece con scarichi corti e/o con diametro elevato si favorirà il funzionamento agli alti regimi.

## Tipologia di silenziatore
Esistono tre principali tecniche di silenziamento, talvolta utilizzate contemporaneamente nei dispositivi:

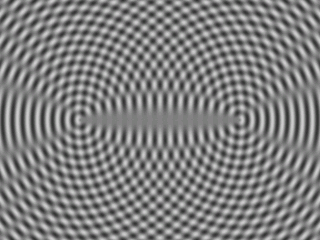
Fenomeno dell'interferenza tra onde. Al centro, le onde prodotte dalle due sorgenti si annullano completamente

- Assorbimento, basato sull'utilizzo di materiali fonoassorbenti (generalmente lana di vetro) disposti all'interno di un cilindro cavo. È la tecnica che porta un minore abbattimento del rumore, ma ha i risultati migliori su tutta la gamma di frequenze e comporta la minore riduzione di potenza; per questi motivi costituisce la soluzione più adottata sui motori da competizione.
- Riflessione, ottenuta introducendo nel dispositivo una lamina che divide il silenziatore in camere. Tale lamina è ricoperta da fori, dove vengono generate onde sonore che si annullano tra loro attenuano il suono per il fenomeno dell'interferenza. Generalmente questa è la tecnica utilizzata dai Db-Killer. È la tecnica che porta ad avere un abbattimento del rumore importante (in modo proporzionale al numero dei fori di riflessione) in modo particolare ai bassi regìmi.
- Risonanza, ottenuta attraverso tubi forati o chiusi ad una estremità che mettono in comunicazioni diverse camere, affinché questi si comportino come in uno strumento musicale, attenuando e modificando il suono per una gamma maggiore rispetto alla soluzione a riflessione.[1]
- Misto silenziatori che adoperano più sistemi per l'abbattimento del suono, come la combinazione assorbimento-riflessione (utilizzata nelle piccole apparecchiature come i decespugliatori) o assorbimento-risonanza (utilizzata nei mezzi di trasporto).

## Struttura

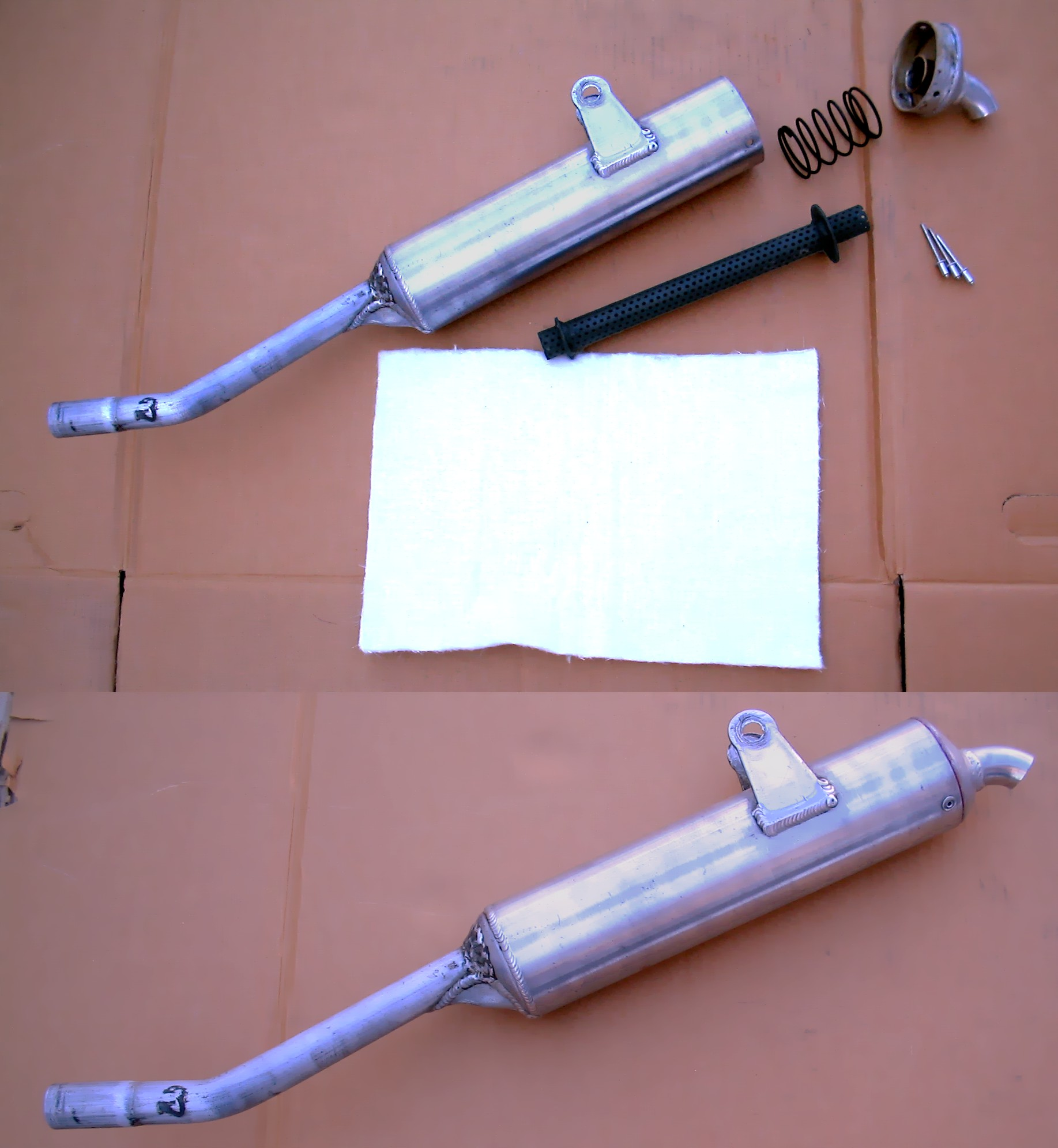
Silenziatore scomponibile ad assorbimento, in alto visto in tutte le sue componenti prima del montaggio, in basso montato e pronto ad essere usato

Il silenziatore può essere realizzato in vari modi:
- Scomponibile o rigenerabile: tale tipologia permette l'apertura del silenziatore poiché lo stesso è tenuto chiuso o da rivetti o da viti; questo tipo di silenziatore permette la sostituzione del materiale fonoassorbente, così come la pulizia.
- Monopezzo: tale tipologia non permette l'apertura del silenziatore e, in caso di ridotta funzionalità per usura, richiede la sostituzione.
- Integrato: questa tipologia è tipica di alcuni scarichi per motori a due tempi, dove il silenziatore forma un unico elemento con l'espansione.

## Manutenzione
Questo elemento è una delle parti dello scarico più soggette ad usura, sia per le sue caratteristiche che per la sua esposizione:
- Urti, per via della sua posizione è facile che venga danneggiato, soprattutto su autoveicoli;
- Depositi, soggetta a sporcarsi internamente per via dei gas di scarico;
- Ruggine, è normale che nel tempo arrugginisca per via dell'acqua che si forma per condensa al suo interno e che contiene composti chimici acidi generati dalla combustione; minore è l'incidenza di fattori esterni come pioggia o neve;
- Usura, dato dal consumo del materiale fonoassorbente, che nel caso dei silenziatori rigenerabili è di facile sostituzione.

## Accessori
Il silenziatore può essere dotato di diversi accessori a seconda dell'utilizzo e della conformazione del mezzo sul quale è montato. Vengono di seguito descritti gli accessori più utilizzati.
- Tappo, per evitare l'entrata dell'acqua nello scarico durante le fasi di lavaggio del veicolo. Questi tappi nel caso di scarichi con terminali vicini possono essere collegati tra di loro, in modo da poter essere rimossi più celermente.
In alternativa si possono utilizzare degli stracci che grosso modo riescono ad espletare la stessa funzione.
- Coperchio snodato, in alcuni scarichi, come quelli dei trattori, lo scarico è munito di questa protezione ribaltabile e vincolata allo scarico con una cerniera, che permette la chiusura dello stesso nel caso il mezzo non venga adoperato. Quando il mezzo viene utilizzato è sufficiente capovolgere il coperchio, in maniera tale che questo permetta la normale fuoriuscita dei gas di scarico.
- Proteggi scarico, si tratta di alcuni sistemi, generalmente costituiti da un'intelaiatura, che evitano urti accidentali del silenziatore contro oggetti esterni (pietre, elementi stradali).
- Fondello, protezione del beccuccio terminale del silenziatore, conferisce una forma diversa al silenziatore, dove la parte terminale non ha più un tubo cilindrico ricurvo ma ha generalmente una forma troncoconica.
- Paracalore, poco usato, ma in alcuni casi necessario come protezione dal calore data la vicinanza dello stesso al conducente o passeggero, soprattutto in ambito motociclistico.
- Silenziatore regolabile alcuni mezzi, generalmente auto sportive, come la Maserati Granturismo[2], sono muniti di un silenziatore che a seconda della volontà del guidatore può funzionare in una minima parte o in modo completo, in modo da modificare il suono emesso e le prestazioni.